# Trận Nam Đông
Trận Nam Đông diễn ra từ ngày 5 đến ngày 6 tháng 7 năm 1964 trong thời kỳ Chiến tranh Việt Nam, khi Mặt trận Dân tộc Giải phóng miền Nam Việt Nam (QGP) và Quân đội Nhân dân Việt Nam (QĐNDVN) tấn công và cố gắng đánh chiếm trại CIDG Nam Đông. Trong trận đánh, 57 lính Việt Nam Cộng hòa, hai người Mỹ, một cố vấn quân sự Úc và ít nhất 62 quân Giải phóng đã thiệt mạng.

## Diễn biến
Nam Đông nằm cách Đà Nẵng 32 dặm (51 km) về phía tây, trong một thung lũng gần biên giới với Lào. Cứ điểm này do quân miền Nam Việt Nam cùng với các cố vấn Mỹ và Úc kiểm soát, và là "cái gai" lớn đối với lực lượng QGP địa phương.
QĐNDVN/QGP tấn công vào trại lúc 02:30 ngày 5 tháng 7 để gây bất ngờ, và tiến đến vành đai bên ngoài nơi lực lượng CIDG đang cố thủ. Lúc 04:00, sĩ quan cấp cao, Đại úy Roger Donlon gọi điện xin chi viện. Hai giờ sau, sáu trực thăng HMM-162 chở quân tiếp viện cùng hai trực thăng vũ trang hộ tống UH-1B của Quân đội Hoa Kỳ rời Căn cứ Không quân Đà Nẵng đến Nam Đông, nhưng khi đến nơi, quân chi viện không thể đổ bộ do hỏa lực dữ dội và phải quay trở lại Đà Nẵng.:157
Một chiếc CV-2 Caribou của Quân đội Hoa Kỳ đã bắn đạn vào trại và những chiếcA-1 Skyraiders của Không lực Việt Nam Cộng hòa (RVNAF) đã thực hiện các cuộc không kích vào quân QĐNDVN/QGP xung quanh trại.:158
Lúc 09:45, 18 chiếc HMM-162 UH-34D được hộ tống bởi 4 chiếc UH-1B và 2 chiếc A-1 của RVNAF bắt đầu thả một lực lượng cứu trợ gồm 93 người và đưa những người bị thương ra ngoài. Lúc 15:45, một chuyến bay tiếp theo gồm 10 chiếc UH-34 chuyển đạn dược và thiết bị đến trại, nhưng lúc này trận chiến đã kết thúc:158
Liên quân có hai người Mỹ, một người Úc và 55 lính VNCH chết, trong khi QĐNDVN/Quân Giải phóng có 62 người chết xung quanh trại.:158

## Sau trận đánh

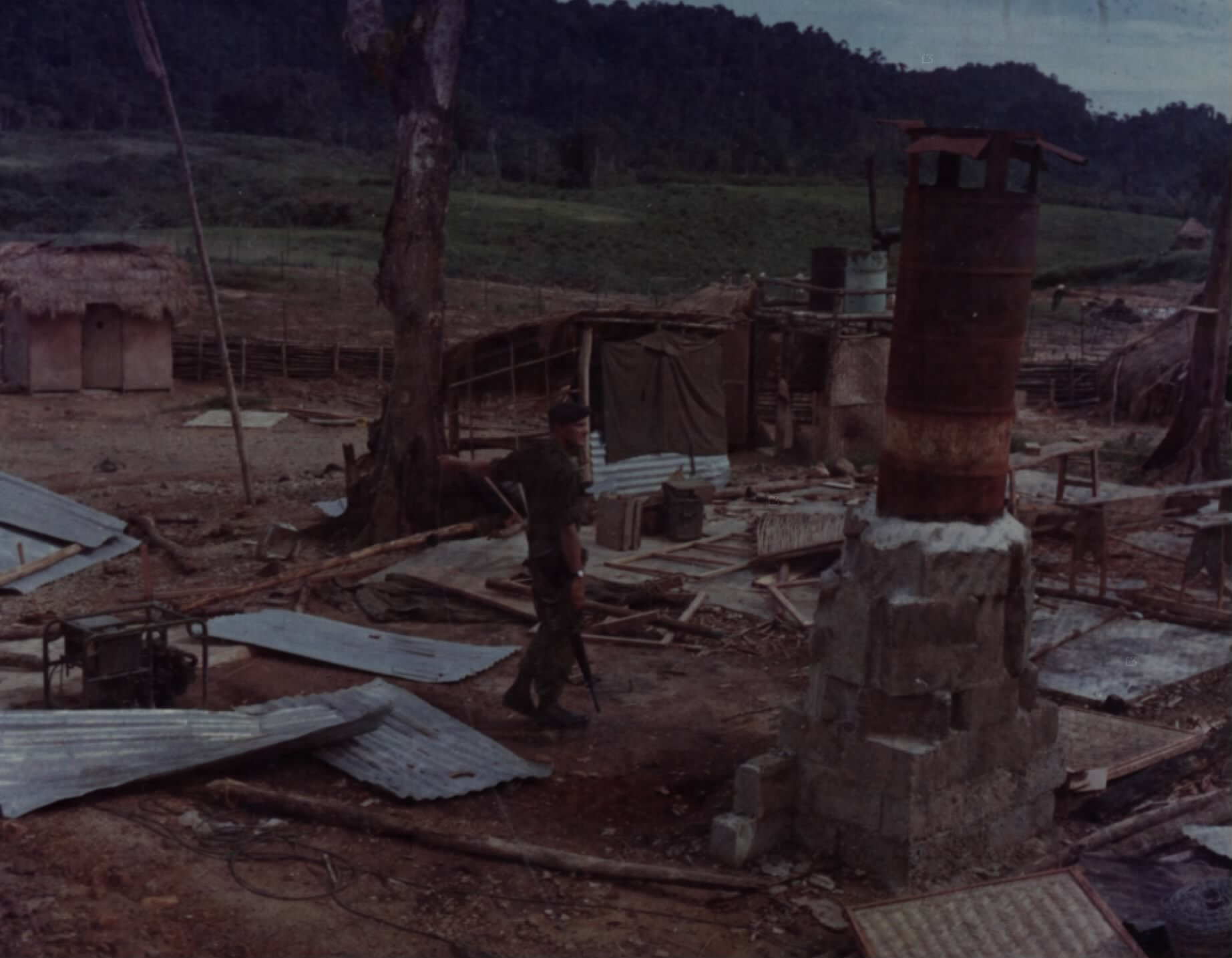
Đại úy Roger Donlon trở lại Nam Đông, ngày 21 tháng 9 năm 1964

Đại úy Donlon trở thành người Mỹ đầu tiên được trao Huân chương Danh dự tại Việt Nam vì đã tiêu diệt hai đặc công QGP và ngăn chặn họ đột nhập căn cứ Nam Đông, đồng thời ông cũng bị thương do mảnh đạn bay trong trận đánh này.
Chuẩn úy Kevin Conway của Đội Huấn luyện Quân đội Úc tại Việt Nam (AATTV) đã thiệt mạng trong vụ tấn công. Ông là người Úc đầu tiên thiệt mạng trong chiến tranh Việt Nam. Thượng sĩ Gabriel Alamo và Trung sĩ John L. Houston cũng thiệt mạng trong trận chiến vào ngày 6 tháng 7 năm 1964. Alamo và Houston được truy tặng Huân chương Chữ thập phục vụ xuất sắc. Trung sĩ D. Terrin, bác sĩ Mũ nồi xanh của Quân đội Hoa Kỳ, được trao tặng Huân chương Sao Bạc vì lòng dũng cảm trong trận chiến.

## The Green Berets
Một cảnh chiến đấu trong bộ phim The Green Berets năm 1968 được lấy cảm hứng từ trận Nam Đông.